# Capoeta tinca
 Capoeta tinca és una espècie de peix cipriniforme de la família dels ciprínids.

## Morfologia
Els mascles poden assolir els 36 cm de longitud total.

## Distribució geogràfica
És un endemisme de Turquia.